# Eric Carruthers
Eric Dudley Carruthers (Kanada, Ontario, Agincourt, 1895. november 10. – Egyesült Királyság, Wiltshire, Tidworth, 1931. november 19.) kanadai-brit olimpiai bronzérmes jégkorongozó.

## Élete
Mint akkoriban a legtöbb a brit férfi jégkorong-válogatottban, ő is kanadai születésű volt. Szolgált az első világháborúban. Először az 1924. évi téli olimpiai játékokon vett részt a brit csapatban. A tornán a csapat bronzérmes lett. 5 mérkőzésen 12 gólt ütött. A belgák ellen 5-öt. Az 1928. évi téli olimpiai játékokon  ismét részt vett a jégkorongtornán. 6 mérkőzésen játszott és 7 gólt ütött. A csapat nem nyert olimpiai érmet és a negyedikek lettek, de ez a torna jégkorong-Európa-bajnokságnak számított, így Eb bronzérmesek lettek.
Testvére, Colin Carruthers szintén játszott a csapatban mindkét olimpián.
A hadseregben őrnagyként szerelt le. Egy műtét szövődményeibe halt bele 1931-ben.